# Aceton-butanol-etanolna fermentacija
Aceton-butanol-etanolna (ABE) fermentation je proces koji koristi bakterijsku fermentaciju za proizvodnju acetona, n-butanola i etanola iz skroba. Ovaj proces je razvio hemičar Hajm Vejzman. To je bio primarni proces za dobijanje acetona tokom Prvog svetskog rata, koji je korišćen za proizvodnju kordita. ABE proces je anaeroban (odvija se u odsustvu kiseonika), slično načinu na koji kvasac fermentiše šećere da bi se formirao etanol u vinu, pivu, ili gorivu. Proces proizvodi rastvarače u odnosu 3-6-1, ili 3 dela acetona, 6 delova butanola i 1 deo etanol. Obično se koriste bakterijske vrste iz klase Clostridia (Clostridium familija). Clostridium acetobutylicum je najpoznatija vrsta. Clostridium beijerinckii takođe daje dobre rezultate.
Produkciju butanola biološkim putem je privi izveo Luj Paster 1861. Šardinger je 1905. pronašao da se aceton može dobiti na sličan način.